# Jogindarnagar
Jogindarnagar is een nagar panchayat (plaats) in het district Mandi van de Indiase staat Himachal Pradesh. 

## Demografie
Volgens de Indiase volkstelling van 2001 wonen er 5.046 mensen in Jogindarnagar, waarvan 53% mannelijk en 47% vrouwelijk is. De plaats heeft een alfabetiseringsgraad van 79%. 